# Pålsbenningsjön
Pålsbenningsjön är en sjö i Hedemora kommun i Dalarna och ingår i Dalälvens huvudavrinningsområde. Sjön har en area på 0,674 kvadratkilometer och ligger 163 meter över havet. Sjön avvattnas av vattendraget Jularboån.

## Delavrinningsområde
Pålsbenningsjön ingår i det delavrinningsområde (668188-151825) som SMHI kallar för Inloppet i Nävden. Medelhöjden är 158 meter över havet och ytan är 22,12 kvadratkilometer. Det finns inga avrinningsområden uppströms utan avrinningsområdet är högsta punkten. Jularboån som avvattnar avrinningsområdet har biflödesordning 2, vilket innebär att vattnet flödar genom totalt 2 vattendrag innan det når havet efter 131 kilometer. Avrinningsområdet består mestadels av skog (74 procent) och jordbruk (12 procent). Avrinningsområdet har 0,75 kvadratkilometer vattenytor vilket ger det en sjöprocent på 3,4 procent.